# The Grey Parasol
Pour plus de détails, voir Fiche technique et Distribution.
The Grey Parasol est un film américain réalisé par Lawrence C. Windom, sorti en 1918.

## Synopsis
Hamilton Hill rencontre Estelle Redding dans un atelier de réparation de parapluies. Peu après, il la sauve d'une attaque par deux voyous. En fait, Estelle a caché dans le manche de son parasol la formule d'un produit qui pourrait remplacer le charbon. Edward Burnham, un des voyous, dit à Hamilton qu'Estelle est un espionne allemande, mais le jeune homme ne croit pas à cette histoire. Estelle confie le parasol à Hamilton, mais quand Burnham, qui s'avère être le frère d'Estelle, arrive à le récupérer, ils découvrent tous deux que la formule n'y est plus. Deux agents allemands, qui se font passer pour des agents du gouvernement, réussissent presque à obtenir la formule, mais Hamilton, accompagné de Burnham, qui a changé de camp, arrivent à temps pour la sauver. Finalement la formule est transmise au gouvernement américain, et Hamilton et Estelle peuvent penser à des choses plus romantiques. 

## Fiche technique
- Titre original : The Grey Parasol
- Réalisation : Lawrence C. Windom
- Scénario : Charles J. Wilson, d'après une nouvelle de Frederick J. Jackson
- Photographie : Stephen S. Norton
- Société de production : Triangle Film Corporation
- Société de distribution : Triangle Distributing Corporation
- Pays d'origine :  États-Unis
- Langue originale : anglais
- Format : noir et blanc — 35 mm — 1,37:1 — Film muet
- Genre : Drame, Film d'espionnage
- Durée : 50 minutes (5 bobines)
- Dates de sortie :  États-Unis : 22 septembre 1918
- Licence : Domaine public

## Distribution
- Claire Anderson : Estelle Redding
- Wellington Cross : Hamilton Hill
- Joseph Bennett : Edward Burnham
- Ed Brady : Rodger Irwin
- Frank Thorne : Bud Ralston
- William Quinn : Farraday Childs